# Gonçalo Inácio
Gonçalo Bernardo Inácio, född 25 augusti 2001 i Almada, är en portugisisk fotbollsspelare som spelar i Sporting Lissabon och som representerar det portugisiska landslaget.

## Karriär
Inácio representerade redan som junior Sporting Lissabon. Han blev professionell 2020 och har under hela karriären spelat för Sporting Lissabon. Han har även representerat det portugisiska landslaget på olika juniornivåer sedan 2017. 2023 debuterade han i A-landslaget, och medverkade i EM 2024.